# نوربرت رینگلز
نوربرت رینگلز (انگلیسی: Norbert Ringels؛ زادهٔ ۱۶ سپتامبر ۱۹۵۶) بازیکن فوتبال اهل آلمان است.
از باشگاه‌هایی که در آن بازی کرده‌است می‌توان به باشگاه فوتبال فنلو و باشگاه فوتبال بروسیا مونشن‌گلادباخ اشاره کرد.